# Aeonium dodrantale
Aeonium dodrantale là một loài thực vật có hoa trong họ Crassulaceae. Loài này được (Willd.) T.H.M.Mes miêu tả khoa học đầu tiên năm 1995.